# Дгваба
Дгваба (груз. დღვაბა) — село в Грузии, на территории Хобского муниципалитета края (мхаре) Самегрело-Верхняя Сванетия.

## География
Село находится в западной части Грузии, на правом берегу реки Дгваба (правый приток реки Чурия), на расстоянии приблизительно 11 километров (по прямой) к западо-северо-западу от города Хоби, административного центра муниципалитета. Абсолютная высота — 4 метра над уровнем моря.

## Население
По результатам официальной переписи населения 2014 года, в Дгвабе проживало 237 человек (121 мужчина и 116 женщин). В национальной структуре населения грузины составляли 99,2 %, русские — 0,8 %.
| Год  | Население, человек |
| ---- | ------------------ |
| 2002 | 382                |
| 2014 | ↘ 237              |